# Sirolo
Sirolo település Olaszországban, Marche régióban, Ancona megyében. Lakosainak száma 4097 fő (2023. január 1.). Sirolo Ancona, Camerano, Castelfidardo és Numana községekkel határos.

## Népesség
A település lakossága az elmúlt években az alábbi módon változott:
| Lakosok száma | 4052 | 4078 | 4097 |
|               | 2017 | 2018 | 2023 |